# 1998年日本グランプリ (4輪)
1998年日本グランプリ（XXIV Fuji Television Japanese Grand Prix）は1998年F1世界選手権の第16戦として、1998年11月1日に鈴鹿サーキットで開催された。

## 概要
シーズン最終戦を迎え、ドライバーズチャンピオン争いはマクラーレンのミカ・ハッキネンが90ポイント、フェラーリのミハエル・シューマッハが86ポイントという得点になっている。シューマッハがここで優勝しても、ハッキネンは2位でゴールすれば自身初のチャンピオンを決めることができる。シューマッハが逆転するためには、チームメイトのエディ・アーバインのアシストも重要になる。
コンストラクターズ部門はマクラーレンがフェラーリを15ポイントリードしている。また、ランキング3～5位はウィリアムズ35ポイント、ベネトン33ポイント、ジョーダン31ポイントと接戦になっている。
このレースは1964年以来タイヤサプライヤーとして活動してきたグッドイヤーにとって最終戦となる。フェラーリ対マクラーレンのチャンピオン争いは、グッドイヤー対ブリヂストンのタイヤ戦争の決戦でもある。また、1970年から参戦してきた名門ティレルも来期B・A・Rへの移行が決まっているため、このレースが最終戦となった。

## 予選
予選結果はフェラーリとマクラーレンが1・2列目を分け合い、以下ウィリアムズ、ジョーダン、ベネトン、ザウバー、プロストとチームの戦力を示す並びになった。
ポールポジションは3戦連続でシューマッハが獲得。ハッキネンは3回目のタイムアタックで逆転を狙ったが、デグナーカーブ出口でオーバーランして2位となった。3位のデビッド・クルサードはふたりから約1秒の差をつけられた。

### 結果
| 順位 | No | ドライバー                       | コンストラクター           | タイム   | 差     |
| ---- | -- | -------------------------------- | -------------------------- | -------- | ------ |
| 1    | 3  | ミハエル・シューマッハ           | フェラーリ                 | 1'36.293 |        |
| 2    | 8  | ミカ・ハッキネン                 | マクラーレン・メルセデス   | 1'36.471 | +0.178 |
| 3    | 7  | デビッド・クルサード             | マクラーレン・メルセデス   | 1'37.496 | +1.203 |
| 4    | 4  | エディ・アーバイン               | フェラーリ                 | 1'38.197 | +1.904 |
| 5    | 2  | ハインツ＝ハラルド・フレンツェン | ウィリアムズ・メカクローム | 1'38.272 | +1.979 |
| 6    | 1  | ジャック・ヴィルヌーヴ           | ウィリアムズ・メカクローム | 1'38.448 | +2.155 |
| 7    | 10 | ラルフ・シューマッハ             | ジョーダン・無限ホンダ     | 1'38.461 | +2.168 |
| 8    | 9  | デイモン・ヒル                   | ジョーダン・無限ホンダ     | 1'38.603 | +2.168 |
| 9    | 6  | アレクサンダー・ヴルツ           | ベネトン・プレイライフ     | 1'38.959 | +2.666 |
| 10   | 5  | ジャンカルロ・フィジケラ         | ベネトン・プレイライフ     | 1'39.080 | +2.787 |
| 11   | 15 | ジョニー・ハーバート             | ザウバー・ペトロナス       | 1'39.234 | +2.941 |
| 12   | 14 | ジャン・アレジ                   | ザウバー・ペトロナス       | 1'39.448 | +3.155 |
| 13   | 11 | オリビエ・パニス                 | プロスト・プジョー         | 1'40.037 | +3.744 |
| 14   | 12 | ヤルノ・トゥルーリ               | プロスト・プジョー         | 1'40.111 | +3.818 |
| 15   | 17 | ミカ・サロ                       | アロウズ                   | 1'40.387 | +4.094 |
| 16   | 18 | ルーベンス・バリチェロ           | スチュワート・フォード     | 1'40.502 | +4.209 |
| 17   | 21 | 高木虎之介                       | ティレル・フォード         | 1'40.619 | +4.326 |
| 18   | 16 | ペドロ・ディニス                 | アロウズ                   | 1'40.687 | +4.394 |
| 19   | 19 | ヨス・フェルスタッペン           | スチュワート・フォード     | 1'40.943 | +4.650 |
| 20   | 22 | 中野信治                         | ミナルディ・フォード       | 1'41.315 | +5.022 |
| 21   | 23 | エステバン・トゥエロ             | ミナルディ・フォード       | 1'42.358 | +6.065 |
| DNQ  | 20 | リカルド・ロセット               | ティレル・フォード         | 1'43.259 | +6.966 |

- 予選通過基準タイム 1'43.033

## 決勝

### 展開
フロントローに並んだチャンピオン候補の両雄は、ダミーグリッド上で握手をして互いの健闘を祈りあった。
スタート直前にプロストのヤルノ・トゥルーリがエンジンストールし、スタート手順がやり直しとなる波乱が起こったが、更に2回目のスタートではポールシッターのミハエル・シューマッハが痛恨のストールを喫する。シューマッハはフォーメーションラップをハイペースで飛ばして早めにグリッドに付いたが、後続車の整列を待つ間にエンジンがオーバーヒートし、回転数を落としたため油圧が低下してクラッチが繋がってストール。レギュレーションによりトゥルーリとシューマッハはグリッド最後尾にまわされ、2周減算の51周でレースが開始された。
ハッキネンは好スタートを切り1コーナーを制したが、予選3位のクルサードはアーバインとハインツ＝ハラルド・フレンツェンに抜かれて4位に後退。以下ジャック・ヴィルヌーヴ、デイモン・ヒル、ラルフ・シューマッハと続いた。クルサードはフレンツェンに抑えられ、ハッキネンとアーバインが後続を引き離す展開となる。アーバインは燃料軽めの3ピット作戦で何とかハッキネンの前に出ようとするが、ハッキネンもファステストラップを記録して隙を見せない。
最後尾スタートを強いられチャンピオン争いにおいて非常に厳しい状況に追い込まれたシューマッハは1周目に12位にジャンプアップすると、中位グループも次々にパスして7位まで挽回した。しかし、6位のヒルを抜きあぐね、首位ハッキネンとの差は30秒近くまで開く。14周目にヒルがピットインして前が開けると再びペースアップし、各車1回目のピットインが終わるとハッキネン、アーバインに次ぐ3番手まで浮上した。シューマッハは限界の走行を続けるがハッキネンとの差は縮まらず、シケインではブレーキロックしてコースを外す場面もみられた。
31周目を終了し、32周目に向かうホームストレートで突然シューマッハのマシンの右リアタイヤがバースト。裂けたタイヤがボディを打ち、マシン後部も損傷した。シューマッハは1コーナーでスローダウンし、2コーナーイン側にマシンを止めてリタイアした。直前にはシケインで高木虎之介とエステバン・トゥエロが接触してコース上に破片が飛び散っており、そこを通過した際にタイヤを傷めたともされている。
シューマッハがリタイアに終わった瞬間、ハッキネンにとって初のドライバーズタイトルが確定、無線でマクラーレン総帥のロン・デニスがハッキネンにその事実を伝えると共に「そのままチェッカーを受けよう」と鼓舞した。同時にマクラーレンの1991年以来のコンストラクターズタイトルも確定した。ハッキネンはそのままトップでチェッカーフラッグを受けると、ウィニングラン中にヘルメットのバイザーを上げて涙を拭った。ピットに戻ると私服に着替えたシューマッハから祝福を受けた。
2位アーバイン、3位クルサードに続き、最終ラップのシケインでヒルがフレンツェンをパスして4位をもぎとり、ジョーダンが土壇場でベネトンを逆転してコンストラクターズランキング4位を獲得した。

### 結果
| 順位 | No | ドライバー                       | コンストラクター           | 周回 | タイム         | グリッド | ポイント |
| ---- | -- | -------------------------------- | -------------------------- | ---- | -------------- | -------- | -------- |
| 1    | 8  | ミカ・ハッキネン                 | マクラーレン・メルセデス   | 51   | 1:27'22.535    | 2        | 10       |
| 2    | 4  | エディ・アーバイン               | フェラーリ                 | 51   | +6.491         | 4        | 6        |
| 3    | 7  | デビッド・クルサード             | マクラーレン・メルセデス   | 51   | +27.662        | 3        | 4        |
| 4    | 9  | デイモン・ヒル                   | ジョーダン・無限ホンダ     | 51   | +1'13.491      | 8        | 3        |
| 5    | 2  | ハインツ＝ハラルド・フレンツェン | ウィリアムズ・メカクローム | 51   | +1'13.857      | 5        | 2        |
| 6    | 1  | ジャック・ヴィルヌーヴ           | ウィリアムズ・メカクローム | 51   | +1'15.867      | 6        | 1        |
| 7    | 14 | ジャン・アレジ                   | ザウバー・ペトロナス       | 51   | +1'36.053      | 12       |          |
| 8    | 5  | ジャンカルロ・フィジケラ         | ベネトン・プレイライフ     | 51   | +1'41.302      | 10       |          |
| 9    | 6  | アレクサンダー・ヴルツ           | ベネトン・プレイライフ     | 50   | +1 Lap         | 9        |          |
| 10   | 15 | ジョニー・ハーバート             | ザウバー・ペトロナス       | 50   | +1 Lap         | 11       |          |
| 11   | 11 | オリビエ・パニス                 | プロスト・プジョー         | 50   | +1 Lap         | 13       |          |
| 12   | 12 | ヤルノ・トゥルーリ               | プロスト・プジョー         | 48   | エンジン       | 14       |          |
| Ret  | 22 | 中野信治                         | ミナルディ・フォード       | 40   | スロットル     | 20       |          |
| Ret  | 3  | ミハエル・シューマッハ           | フェラーリ                 | 31   | タイヤ         | 1        |          |
| Ret  | 21 | 高木虎之介                       | ティレル・フォード         | 28   | 接触           | 17       |          |
| Ret  | 23 | エステバン・トゥエロ             | ミナルディ・フォード       | 28   | 接触           | 21       |          |
| Ret  | 18 | ルーベンス・バリチェロ           | スチュワート・フォード     | 25   | ハイドロリック | 16       |          |
| Ret  | 19 | ヨス・フェルスタッペン           | スチュワート・フォード     | 21   | ギアボックス   | 19       |          |
| Ret  | 17 | ミカ・サロ                       | アロウズ                   | 14   | ハイドロリック | 15       |          |
| Ret  | 10 | ラルフ・シューマッハ             | ジョーダン・無限ホンダ     | 13   | エンジン       | 7        |          |
| Ret  | 16 | ペドロ・ディニス                 | アロウズ                   | 2    | スピン         | 18       |          |
| DNQ  | 20 | リカルド・ロセット               | ティレル                   |      |                |          |          |

## 第16戦終了時点でのランキング
| 順位 | ドライバー             | ポイント |
| ---- | ---------------------- | -------- |
| 1    | ミカ・ハッキネン       | 100      |
| 2    | ミハエル・シューマッハ | 86       |
| 3    | デビッド・クルサード   | 56       |
| 4    | エディ・アーバイン     | 47       |
| 5    | ジャック・ヴィルヌーヴ | 21       |

| 順位 | コンストラクター          | ポイント |
| ---- | ------------------------- | -------- |
| 1    | マクラーレン-メルセデス   | 156      |
| 2    | フェラーリ                | 133      |
| 3    | ウィリアムズ-メカクローム | 38       |
| 4    | ジョーダン-無限ホンダ     | 34       |
| 5    | ベネトン-プレイライフ     | 33       |

- 注：ドライバー、コンストラクター共にトップ5のみ表示。